# Neocyrtopogon bifasciatus
Neocyrtopogon bifasciatus là một loài ruồi trong họ Asilidae. Neocyrtopogon bifasciatus được Ricardo miêu tả năm 1912. Loài này phân bố ở miền Australasia.